# D'Annunzio (film)
D'Annunzio è un film del 1987 diretto da Sergio Nasca, incentrato sulla figura giovanile ed emergente di Gabriele D'Annunzio, presentato qui come un uomo presuntuoso e caparbio, ma anche eclettico ed originale.

## Trama
La storia è ambientata tra Roma, Napoli e l'Abruzzo tra il 1889 e il 1892. Il giovane Gabriele D'Annunzio, reduce da successi letterari, acclamato come poeta e rappresentante del dandismo romano, sente che il suo amore per la contessa Maria Gravina è ormai finito. Una sera a teatro, durante il concerto dell'amico Francesco Paolo Tosti, D'Annunzio si innamora della giovane Elvira Fraternali Leoni detta Barbara, e così inizia una nuova stagione di passione per il poeta. Tuttavia D'Annunzio inizia a lasciarsi andare, la sua penna diventa sterile, così prova a cercare ispirazione nuovamente nel suo Abruzzo selvaggio, incontrando l'amico Francesco Paolo Michetti nel cenacolo del Conventino a Francavilla.
Michetti lo rimprovera di essere negligente, di aver perso l'audacia del periodo del romanzo Il piacere; così D'Annunzio torna tra le braccia di Barbara, volendo intraprendere una crociera in Grecia con gli amici Scarfoglio e la Serao, per ricercare ancora l'ispirazione. Presto però si renderà conto, scontrandosi anche con il marito di Barbara, che occorre abbandonare la sua passionale avventura per tornare a comporre e ad essere ispirato.

## Distribuzione
La pellicola è stata distribuita nelle sale cinematografiche italiane a partire dal 3 febbraio del 1987.